# Feliciano Coelho de Carvalho
Feliciano Coelho de Carvalho foi um administrador colonial português, quarto governador da capitania da Paraíba, a qual governou de 1595 a 1599. Capitão-mor, encontrou a capitania em grande aperto em virtude dos contínuos assaltos praticados pelos potiguaras em suas roças e arredores. Após a primeira investida contra os indígenas — logo após a sua chegada à capital da capitania —, suas tropas obtiveram uma significativa vitória, o que levou o governador a promover varias incursões ao Sertão de Copoaba, numa das quais ficou definitivamente aleijado de uma perna.
No ano de 1594 organizou um forte contingente e atacou uma aldeia potiguara onde estavam recolhidos cerca de três mil e quinhentos índios e cinquenta franceses, os quais ofereceram tenaz resistência, da qual Feliciano foi obrigado a recuar com grandes perdas de seus homens. Quando de uma de suas viagens pela Copaoba, em dezembro de 1598, Feliciano de Carvalho encontrou pinturas rupestres às margens do Araçagi, às quais, pela estranheza, Ambrósio Fernandes Brandão narrou detalhadamente no seu livro Diálogos das grandezas do Brasil, de 1618.